# 鈴木裕美
鈴木 裕美（すずき ゆみ、1963年12月30日 - ）は、日本の劇作家、演出家。

## 略歴・人物
日本女子大学家政学部住居学科在学中の1982年、大学内で飯島早苗らと劇団「自転車キンクリート」を結成、1985年より飯島が脚本を書き、鈴木が演出に当たった。
結成のきっかけとして、日本女子大学附属高等学校時代に演劇部の先輩であった大石静が永井愛と二兎社を結成したことで、「自分もできるのでは？」と思ったからと語っている。
主たる演出作品として1987年の『水に絵を描く』、1992年の『ソープオペラ』があり、1994年に飯島との共同脚本による『法王庁の避妊法』はヒット作となった。
「自転車キンクリートSTORE」を含め、ほとんどの公演を演出。現在は小劇場から大劇場、ストレートプレイ、ミュージカルと多種多様なジャンルで精力的に活動している。
2011年、個人ユニット「鈴木製作所」を立ち上げた。
そのほか、NHK-BS2の深夜の演劇番組『深夜劇場へようこそ』（2002年4月8日から2007年3月12日まで放送）で林あまりとともに司会を務めていた。2014年からOMS戯曲賞選考委員を務めている。

## 演出作品
- 1982年 『荒野の貧乏性』
- 1984年 『ありがちなはなし　－熱血美少女若き日のあやまち篇－』
- 1985年 『フリーズドライハリケーン（ストローで飲む暴風雨）』『炎天下御免　バーミリオンの仕業』
- 1986年 『虎ノ巻　切りかけのオベリスク』『MIDNIGHT UPRIGHT』『ウーマニッシュ』
- 1987年 『SINDBAD HI-NOON（ふとどきな千夜一夜）』『シャンデリア・トラブル（若い夕立とさかさま双六）』『リンゴ畑のマーティン・ピピン』
- 1988年 『リンゴ畑のマーティン・ピピン　その2』『ほどける呼吸』『MIDNIGHT UPRIGHT　うしみつ時のピアノ』
- 1989年 『水に絵を描く』『100万ドル・ボーイ殺人事件』『アポカリプス・ラブ』『ガールフレンド』
- 1990年 『しっぽを掴まれた夏』『一人二役』
- 1991年 『朝は、七時』『ありがちなはなし　－噂のジュリエット篇－』
- 1992年 『トランクス』『ソープ　オペラ』
- 1993年 『Sweet On』『DUMMY』『ピロートーク』『絢爛とか爛漫とか』
- 1994年 『トランクス』『蝿取り紙』『ダイヤルＭを廻せ！』『法王庁の避妊法』
- 1995年 『無愛想な奥様』『ソープ　オペラ』
- 1996年 『ポルカ　－TOKYO STYLE－』『蝿取り紙（山田家の5人兄弟）』『リバイバル』『法王庁の避妊法』
- 1997年 『第17捕虜収容所』『例の件だけど、』『サンライズ　サンセット』『日曜日はうっとうしい』
- 1998年 『休むに似たり』『トランス』『唇からナイフ』『楽屋～流れ去るものはやがてなつかしき』『絢爛とか爛漫とか　－モダンボーイ版－』『絢爛とか爛漫とか　－モダンガール版－』
- 1999年 『検察側の証人』ピアノソロ＆ノベルリーディング『南の島のティオ』『蝿取り紙（山田家の5人兄弟）』『マクベス』
- 2000年 『奇跡の人』『またもや！休むに似たり』『高き彼物』『化粧二題』『OUT』
- 2001年 『泣き虫なまいき石川啄木』『ピーターパン』『おやすみ、母さん』『第17捕虜収容所』
- 2002年 『OUT』『高き彼物』『ピーターパン』『おかしな2人－男編－』『おかしな2人－女編－』『おーい、救けてくれ！』『ダイアナ牧師の大穴』
- 2003年 『奇跡の人』『ピーターパン』『高き彼物』『人形の家』『法王庁の避妊法』
- 2004年 『おはつ』『ダム・ウェイター』『ピーターパン』『高き彼物』『マダム・メルヴィル』
- 2005年 『海辺のお話』『エデンの東』『大地真央　コンサート2005』『ブラウニング・バージョン』
- 2006年 『アンナ・カレーニナ』『フロッグとトード　がま君とかえる君の春夏秋冬』『第３２進海丸』『蝶のような私の郷愁』『奇跡の人』『八百屋のお告げ』
- 2007年 『コインランドリー』『宝塚BOYS』『フロッグとトード　がま君とかえる君の春夏秋冬』『たとえば野に咲く花のように－アンドロマケ－』『ハレルヤ！』
- 2008年 『ある結婚の風景』『第17捕虜収容所』『宝塚BOYS』『愛と青春の宝塚　恋よりも生命よりも』
- 2009年 『風が強く吹いている』『淫乱斎英泉』『フロッグとトード　がま君とかえる君の春夏秋冬』『奇跡の人』
- 2010年 『富士見町アパートメント』『ザ・ミュージックマン』『エネミイ』『宝塚BOYS』『この雨　ふりやむとき』『アンナ・カレーニナ』
- 2011年 『愛と青春の宝塚　恋よりも生命よりも』『トップ・ガールズ』『ノミコムオンナ』『検察側の証人～麻布広尾町殺人事件～』『ゼブラ』
- 2012年 『八百屋のお告げ』『サンセット大通り』『英国王のスピーチ』『アリス・イン・ワンダーランド』
- 2013年 『アンナ・カレーニナ』『パパのデモクラシー』『ぼくの国、パパの国』『宝塚BOYS』『きのうみたゆめ』『フランケンシュタイン』
- 2014年 『夜中に犬に起こった奇妙な事件』『ブラック メリーポピンズ』『アリス・イン・ワンダーランド』
- 2015年 『ウィンズロウ・ボーイ』『ブルームーン』『サンセット大通り』『パパのデモクラシー』『スコット＆ゼルダ』『フロッグとトード　がま君とかえる君の春夏秋冬』
- 2016年 『花より男子』『たとえば野に咲く花のように』『ブラック メリーポピンズ』『マクベス』
- 2017年 『韓国版花より男子』『蜘蛛女のキス』『フロッグとトード　がま君とかえる君の春夏秋冬』
- 2018年 『シラノ・ド・ベルジュラック』『宝塚BOYS』『二十日鼠と人間』
- 2019年 『かもめ』『フローズン・ビーチ』『絢爛とか爛漫とか』
- 2019年 『サンセット大通り』
- 2021年 『ミュージカル ゴヤ -GOYA-』
- 2022年 『陰陽師 生成り姫』『富士見町アパートメント2022』『ひとつオノレのツルハシで』
- 2023年 『ミュージカル マリー・キュリー』 『ミュージカル アンドレ・デジール 最後の作品』
- 2024年 『リーディングミュージカル アンドレ・デジール 最後の作品』

## 受賞歴
- 2000年度
  - 第35回紀伊國屋演劇賞個人賞、第8回読売演劇大賞優秀演出家賞 （『OUT』『高き彼物』の演出に対して）
- 2002年度
  - 第2回バッカーズ演劇奨励賞（『OUT』に対して）
- 2007年度
  - 第10回千田是也賞 （『宝塚BOYS』『たとえば野に咲く花のように―アンドロマケ』の演出に対して）
  - 第15回読売演劇大賞優秀演出家賞 （『宝塚BOYS』『たとえば野に咲く花のように―アンドロマケ』『ハレルヤ！』の演出に対して）
  - 第33回菊田一夫演劇賞 （『宝塚BOYS』『ハレルヤ！』の演出に対して）
  - ミュージカル・ベストテン演出家賞 （『ハレルヤ！』の演出に対して）
- 2010年度
  - 第18回読売演劇大賞優秀演出家賞 （『富士見町アパートメント』『この雨　ふりやむとき』の演出に対して）
  - 第61回芸術選奨新人賞演劇部門（『富士見町アパートメント』の演出に対して）

## 著書
- 飯島早苗共著　『ソープオペラ』　論創社、1996年、ISBN 978-4846001230。
- 『法王庁の避妊法』　論創社、1996年、ISBN 978-4846001254。
- 『蠅取り紙 - 山田家の5人兄妹』　吉夏社、2008年、ISBN 978-4907758042。